# Ekeby, Södertälje kommun
Ekeby är en tätort i Södertälje kommun. Den är belägen på Enhörnalandet, norr om Södertälje. 

## Historia
Ekeby är uppkallad efter godset med samma namn på vars mark i Ytterenhörna socken de första villorna uppfördes under tidigt 1960-tal.

### Administrativa tillhörigheter
Tätorterna Ekeby, Sandviken och Vattubrinken samt byarna Tuna och Stjärna och Aska med omnejd brukar gemensamt kallas för Enhörna. Området tillhör Enhörna församling, och Enhörna kommundel i Södertälje kommun.T o m 1966 ingick området i Enhörna landskommun i Södermanlands län. Den kommunen gick 1967 upp i Södertälje kommun i Stockholms län. Sedan 1989 har Södertälje en kommundelsnämnd för Enhörna. 
Ekeby brukar anses vara Enhörnas centralort, eftersom huvuddelen av servicen finns där.

### Befolkningsutveckling
| Befolkningsutvecklingen i Ekeby 1970–2020 | Befolkningsutvecklingen i Ekeby 1970–2020 | Befolkningsutvecklingen i Ekeby 1970–2020 | Befolkningsutvecklingen i Ekeby 1970–2020 | Befolkningsutvecklingen i Ekeby 1970–2020 |
| ----------------------------------------- | ----------------------------------------- | ----------------------------------------- | ----------------------------------------- | ----------------------------------------- |
|                                           |                                           |                                           |                                           |                                           |
| År                                        |                                           |                                           | Folkmängd                                 | Areal (ha)                                |
| 1970                                      | 1970                                      |                                           | 678                                       |                                           |
| 1975                                      | 1975                                      |                                           | 689                                       |                                           |
| 1980                                      | 1980                                      |                                           | 948                                       |                                           |
| 1990                                      | 1990                                      |                                           | 1 068                                     | 53                                        |
| 1995                                      | 1995                                      |                                           | 998                                       | 53                                        |
| 2000                                      | 2000                                      |                                           | 956                                       | 53                                        |
| 2005                                      | 2005                                      |                                           | 988                                       | 58                                        |
| 2010                                      | 2010                                      |                                           | 1 018                                     | 58                                        |
| 2015                                      | 2015                                      |                                           | 990                                       | 66                                        |
| 2020                                      | 2020                                      |                                           | 1 000                                     | 64                                        |
| Anm.: Ny tätort 1970                      |                                           |                                           |                                           |                                           |

## Kommunikationer
Bussförbindelser (busslinje 787) finns med Södertälje regelbundet alla dagar. Sommarhalvåret anlöper båtar till Stockholm och Mariefred bryggorna i Sandviken och Ekensberg dagligen.
De närmaste järnvägsstationerna är fjärrtågsstationen Södertälje Syd, regionaltågsstationen i Nykvarn och pendeltågsstationen Södertälje centrum.